# Gray (Familienname)
Gray ist ein englischer Familienname.

## Herkunft
Der Name stammt überwiegend aus Schottland, z. T. auch Irland.

## Varianten
- Grey (Familienname) (nur scheinbar verwandt)

## Namensträger

### A
- A. A. Gray (Ahaz Augustus Gray; 1881–1939), US-amerikanischer Old-Time-Musiker
- Aaron Gray (* 1984), US-amerikanischer Basketballspieler
- Adam Gray (* 1977), US-amerikanischer Politiker
- Adeline Gray (* 1991), US-amerikanische Ringerin
- Adrian Gray (* 1981), englischer Dartspieler
- Alasdair Gray (1934–2019), schottischer Schriftsteller und Maler
- Alastair Gray (* 1998), britischer Tennisspieler
- Alex Gray (Eishockeyspieler) (Alexander Haim Gray; 1899–1986), britisch-kanadischer Eishockeyspieler
- Alex Gray (Schriftstellerin) (* 1950), schottische Schriftstellerin
- Alex Gray (Rugby Union) (Alexander Gray; * 1991), britischer Rugby-Union-Spieler
- Alex Gray (Footballspieler) (Paul Alexander Gray; * 1993), US-amerikanischer Footballspieler
- Alexander Gray (Ingenieur) (1882–1921), schottischer Ingenieur
- Alexander Gray (Dichter) (1882–1968), schottischer Dichter
- Alexander Gray (Schauspieler) (1890–1975), US-amerikanischer Schauspieler
- Alexander Gray (Offizier) (1896–1980), britischer Air-Force-Offizier
- Alexander Gray (Fußballspieler) (1901–1988), schottischer Fußballspieler
- Alexander Gray (Sänger) (1929–1998), kanadischer Sänger und Musikpädagoge
- Alexander T. Gray, US-amerikanischer Politiker
- Alexandra Gray (* 1995), britische Fernsehmoderatorin
- Alfred Gray (Politiker) (1830–1880), US-amerikanischer Politiker
- Alfred Gray (Mathematiker) (1939–1998), US-amerikanischer Mathematiker
- Alfred M. Gray Jr. (1928–2024), US-amerikanischer General
- Allan Gray (1902–1973), britischer Komponist
- Allan Gray (Unternehmer) (1938–2019), südafrikanischer Unternehmer und Stiftungsgründer
- Allan Gray (Fußballspieler) (* 1943), schottischer Fußballspieler
- Allisha Gray (* 1995), US-amerikanische Basketballspielerin
- Andre Gray (* 1991), englischer Fußballspieler
- Andrew Gray, 1. Lord Gray (um 1390–1469), schottischer Adliger
- Andrew Gray, 2. Lord Gray (um 1445–1514), schottischer Adliger
- Andrew Gray, 7. Lord Gray († 1663), schottischer Adliger
- Andrew Gray (Mathematiker) (1847–1925), schottischer Mathematiker
- Andrew Gray (Politiker) († 1849), amerikanischer Politiker, 1817–21 Mitglied im Senat von Delaware
- Andrew Campbell-Gray, 23. Lord Gray (* 1964), schottischer Adliger
- Andy Gray (Fußballspieler, 1955) (* 1955), schottischer Fußballspieler
- Andy Gray (Schauspieler) (* 1960), schottischer Schauspieler und Drehbuchautor
- Andy Gray (Fußballspieler, 1964) (* 1964), englischer Fußballspieler
- Andy Gray (Musiker) (* 1970), britischer Musiker und Komponist
- Andy Gray (Cricketspieler) (* 1974), australischer Cricketspieler
- Andy Gray (Fußballspieler, 1977) (* 1977), schottischer Fußballspieler
- Anna Gray, australische Maskenbildnerin
- Antony Gray, australischer Tontechniker
- Archie Gray (Fußballspieler, 1887) (1887–1943), schottischer Fußballspieler
- Archie Gray (Fußballspieler, 2006) (* 2006), englischer Fußballspieler
- Arnold Gray (1899–1936), US-amerikanischer Filmschauspieler
- Arvella Gray (1906–1980), US-amerikanischer Bluesmusiker
- Asa Gray (1810–1888), US-amerikanischer Botaniker

### B
- Baby Gray (* 1907), deutsche Schauspielerin und Sängerin
- Barry Gray (Musiker) (1908–1984), britischer Musiker und Komponist
- Barry Gray (Radiomoderator) (1916–1996), US-amerikanischer Radiomoderator
- Basil Gray (1904–1989), britischer Kunsthistoriker
- Beatrice Gray (1911–2009), US-amerikanische Schauspielerin
- Benjamin Gray (~1676–1764), englischer Uhrenmacher
- Berkeley Gray, Pseudonym von Edwy Searles Brooks (1889–1965), britischer Schriftsteller
- Betty Gray (1920–2018), britische Tischtennisspielerin
- Bill Gray (1932–1993), neuseeländischer Rugby-Union-Spieler
- Billy Gray (Komiker) (1904–1978), US-amerikanischer Komiker, Theaterleiter und Schauspieler
- Billy Gray (Fußballspieler, 1927) (1927–2011), englischer Fußballspieler und -trainer
- Billy Gray (Fußballspieler, 1931) (1931–2014), englischer Fußballspieler
- Billy Gray (Schauspieler) (* 1938), US-amerikanischer Schauspieler
- Bob Gray (Bassa), König der Bassa
- Bob Gray (Skilangläufer) (* 1939), US-amerikanischer Skilangläufer
- Bob Gray (Filmproduzent) († 2009), Filmproduzent
- Bob Gray (Schauspieler) (* 1966), US-amerikanischer Schauspieler
- Bruce Gray (1936–2017), kanadischer Schauspieler
- Bryshere Y. Gray (* 1993), US-amerikanischer Schauspieler

### C
- Camilla Gray (* 1936–1971), britische Kunsthistorikerin
- Cassidy Gray (* 2001), kanadische Skirennläuferin
- Chad Gray (* 1971), US-amerikanischer Rocksänger
- Charles Gray (1928–2000), britischer Schauspieler
- Charles McNeill Gray (1807–1885), US-amerikanischer Politiker
- Charlotte Gray (Schriftstellerin) (* 1948), kanadische Schriftstellerin
- Chelsea Gray (* 1992), US-amerikanische Basketballspielerin
- Chris Gray (* 1960), schottischer Rugby-Union-Spieler
- Christian Gray (* 1996), neuseeländischer Fußballspieler
- Christopher Gray (1950–2017), US-Journalist und Sozialforscher
- Claudia Gray (* 1970), US-amerikanische Autorin
- Clifford Gray (1892–1969), US-amerikanischer Bobsportler
- Coleen Gray (1922–2015), US-amerikanische Schauspielerin
- Colin S. Gray (1943–2020), britisch-US-amerikanischer Militärstratege und Professor für Internationale Beziehungen
- Conan Gray (* 1998), US-amerikanischer Videoblogger und Musiker
- Cyd Gray (* 1976), Fußballspieler aus Trinidad

### D
- David Gray (Dichter) (1838–1861), schottischer Poet
- David Gray (Diplomat) (1870–1862), US-amerikanischer Diplomat und Schriftsteller
- David Gray (Fußballspieler, 1922) (1922–2008), schottischer Fußballspieler
- David Gray (Fußballspieler, 1923) (* 1923), schottischer Fußballspieler
- David Gray (Journalist) (1927–1983), britischer Sportjournalist
- David Gray (Rugbyspieler) (* 1953), schottischer Rugby-Union-Spieler
- David Gray (Musiker) (* 1968), britischer Musiker
- David Gray, Pseudonym des deutschen Schriftstellers Ulf Torreck (* 1973)
- David Gray (Schauspieler) (* 1974), US-amerikanischer Schauspieler, Stuntman und Autor
- David Gray (Snookerspieler) (* 1979), englischer Snookerspieler
- David Gray (Fußballspieler, 1988) (* 1988), schottischer Fußballspieler
- David W. Gray (Tontechniker), Tontechniker und Stereotonberater für Dolby Digital
- Demarai Gray (* 1996), englischer Fußballspieler
- Devin Gray (* 1983), US-amerikanischer Jazz-Schlagzeuger
- Dobie Gray (1940–2011), US-amerikanischer R&B- und Soulsänger
- Dolores Gray (1924–2002), US-amerikanische Sängerin sowie Bühnen- und Filmschauspielerin
- Dorian Gray (Schauspielerin) (1931–2011), italienische Schauspielerin
- Dulcie Gray (1915–2011), britische Schauspielerin und Schriftstellerin
- Duncan Gray (* 1958), Squashspieler von der Norfolkinsel
- Duncan Montgomery Gray (1926–2016), US-amerikanischer Bischof

### E
- Eddie Gray (Edwin Gray; * 1948), schottischer Fußballspieler und -trainer
- Edgar Gray (1906–1996), australischer Radrennfahrer
- Edmund Gray (Politiker) (1878–1964), englisch-australischer Politiker
- Edmund Dwyer Gray (Politiker, 1845) (1845–1888), irischer Journalist und Politiker
- Edmund Dwyer-Gray (Politiker, 1870) (1870–1945), irisch-australischer Politiker
- Edward W. Gray (1870–1942), US-amerikanischer Politiker
- Edwin Gray (1743–nach 1813), US-amerikanischer Politiker
- Effie Gray (Euphemia Gray; 1828–1896), britische Malerin
- Eileen Gray (1878–1976), irische Innenarchitektin und Designerin
- Eileen Gray (Sportfunktionärin) (1920–2015), britische Radsportlerin und Radsportfunktionärin
- Elisha Gray (1835–1901), US-amerikanischer Erfinder
- Elspet Jean Gray, Baroness Rix (1929–2013), britisch-schottische Schauspielerin
- Eric IQ Gray (* 1966), US-amerikanischer Rapper und Musikproduzent
- Erin Gray (* 1950), US-amerikanische Schauspielerin
- Ezio Maria Gray (1885–1969), italienischer Politiker, Journalist und Abgeordneter

### F
- F. Gary Gray (Felix Gary Gray; * 1969), US-amerikanischer Videoclipregisseur
- Finly H. Gray (1863–1947), US-amerikanischer Politiker
- Francine du Plessix Gray (1930–2019), französisch-US-amerikanische Journalistin und Schriftstellerin
- Francis Calley Gray (Politiker) (1790–1856), US-amerikanischer Jurist, Politiker und Kunstsammler
- Francis Calley Gray (Manager) (1890–1976), US-amerikanischer Bank- und Gesundheitsmanager
- Frank Gray (Politiker) (1880–1935), englischer Politiker
- Frank Gray (Physiker) (1887–1969), amerikanischer Physiker
- Frank Gray (Journalist) (Francis Osborne Gray; 1941–2013), britischer Journalist
- Frank Gray (Fußballspieler) (Francis Tierney Gray; * 1954), schottischer Fußballspieler
- Fred Gray (* 1930), US-amerikanischer Anwalt und Bürgerrechtler

### G
- Gary Gray (Schauspieler) (Gary Dickson Gray; 1936–2006), US-amerikanischer Schauspieler
- Gary Gray (Basketballspieler, 1945) (* 1945), US-amerikanischer Basketballspieler
- Gary Gray (Basketballspieler, 1969) (* 1969), US-amerikanisch-französischer Basketballspieler
- Gary Gray (Politiker) (* 1958), australischer Politiker
- George Gray (Politiker) (1840–1925), US-amerikanischer Politiker (Delaware)
- George Gray (Leichtathlet, 1865) (1865–1933), kanadischer Leichtathlet
- George Gray (Leichtathlet, 1887) (1887–1970), britischer Leichtathlet
- George Gray, bekannt als One Man Gang (* 1960), US-amerikanischer Wrestler
- George Gray (Musiker), US-amerikanischer Schlagzeuger
- George Gray (Sänger) (1947–2023), amerikanischer Opernsänger (Tenor)
- George Kruger Gray (1880–1943), englischer Künstler
- George P. Gray, Pseudonym der deutschen Schriftstellerin Gudrun Voigt (* 1930)
- George Robert Gray (1808–1872), britischer Zoologe
- George William Gray (1926–2013), britischer Chemiker
- Giada Gray (* 1977), irische Künstlerin
- Gilbert Gray (1902–1981), US-amerikanischer Segler
- Gilda Gray (1901–1959), US-amerikanisch-polnische Schauspielerin
- Glen Gray (1906–1963), US-amerikanischer Jazz-Saxophonist
- Glenda Gray (* 1962), südafrikanische Ärztin, Wissenschaftlerin und Aktivistin
- Gloria Gray (* 1965), deutsche Schauspielerin und Entertainerin
- Gordon Gray (Politiker) (1909–1982), US-amerikanischer Politiker
- Gordon Gray (Kardinal) (1910–1993), schottischer Kardinal
- Gordon Gray III (* 1956), US-amerikanischer Diplomat
- Gordon Gray (Filmproduzent), Filmproduzent
- Gustave Le Gray (1820–1884), Pionier der Fotografie

### H
- Hamish Gray, Baron Gray of Contin (1927–2006), britischer Politiker
- Hanna Holborn Gray (Geburtsname: Hanna Holborn; * 1930), US-amerikanische Historikerin deutscher Abstammung
- Hannelore Gray (* 1945), deutsche Schauspielerin, Tänzerin, Sängerin, sowie Autorin, Texterin, Choreographin und Regisseurin
- Harold Gray (1894–1968), US-amerikanischer Comiczeichner und Cartoonist
- Harry Gray (Manager) (Harry Jack Gray; 1919–2009), US-amerikanischer Industriemanager
- Harry Gray (Fußballspieler, 1918) (1918–1989), englischer Fußballspieler
- Harry Gray (Fußballspieler, 2008) (* 2008), englischer Fußballspieler
- Harry B. Gray (* 1935), US-amerikanischer Chemiker
- Henry Gray (Politiker) (1816–1892), US-amerikanischer Jurist und Politiker
- Henry Gray (Mediziner) (1827?–1861), britischer Anatom, Chirurg und Autor
- Henry Gray (Bluesmusiker) (1925–2020), US-amerikanischer Pianist
- Henry B. Gray (1867–1919), US-amerikanischer Politiker
- Herb Gray (1931–2014), kanadischer Jurist und Politiker
- Hiram Gray (1801–1890), US-amerikanischer Politiker
- Horace Gray (1828–1902), US-amerikanischer Jurist
- Hughan Gray (* 1987), jamaikanischer Fußballspieler

### I
- Ian Gray (Comiczeichner) (1938–2007), britischer Comiczeichner
- Ian Gray (Fußballspieler) (1963–2010), australischer Fußballspieler
- Ian Gray (Leichtathlet) (* 1963), belizischer Mittelstreckenläufer
- Iain Gray (* 1957), schottischer Politiker
- Isaac P. Gray (1828–1895), US-amerikanischer Politiker (Indiana)

### J
- J. T. Gray (* 1996), US-amerikanischer American-Football-Spieler
- Jack Rootkin-Gray (* 2002), britischer Radsportler
- James Gray (Maler) (* 1813), britischer Künstler
- James Gray (Fußballspieler, 1875) (1875–1937), englischer Fußballspieler
- James Gray (Mathematiker) (1876–1934), schottischer Mathematiker und Physiker
- James Gray (Zoologe) (1891–1975), britischer Zoologe
- James Gray (Regisseur) (* 1969), US-amerikanischer Regisseur und Drehbuchautor
- James Gray (Fußballspieler, 1992) (* 1992), nordirischer Fußballspieler
- James H. Gray (1915–1986), US-amerikanischer Politiker und Medienunternehmer
- Jamie Lynn Gray (* 1984), US-amerikanische Sportschützin, siehe Jamie Lynn Corkish
- Jason Gray-Stanford (* 1970), US-amerikanischer Schauspieler
- Jeanette Ottesen Gray (* 1987), dänische Schwimmerin, siehe Jeanette Ottesen
- Jeffrey Alan Gray (1934–2004), britischer Psychologe
- Jenna Gray (* 1998), US-amerikanische Volleyballspielerin
- Jeremy Gray (* 1947), britischer Mathematikhistoriker
- Jerry Gray (1915–1976), US-amerikanischer Arrangeur, Komponist und Bandleader
- Jessie Gray (1910–1978), kanadische Chirurgin und Hochschullehrerin
- Jim Gray (1944–2012), US-amerikanischer Informatiker
- Jim Gray (Musiker) (* 1957), kanadischer Sänger und Schauspieler, bekannt für die Fernsehserie Der kleine Vampir
- John de Gray (vor 1198–1214), englischer Geistlicher, Bischof von Norwich und Justiciar of Ireland
- John Gray (Ökonom) (1724–1811), englischer Wirtschaftswissenschaftler und Autor
- John Gray (Sozialist) (1799–1883), britischer Sozialist und Ökonom
- John Gray (Politiker) (1815–1875), irischer Politiker
- John Gray (Autor) (1866–1934), britischer Schriftsteller
- John Gray (Leichtathlet) (1894–1942), US-amerikanischer Langstreckenläufer
- John Gray (Boxer) (1906–1964), philippinischer Boxer
- John Gray (Diplomat) (1936–2003), britischer Diplomat
- John Gray (Eishockeyspieler) (* 1949), kanadischer Eishockeyspieler
- John Gray (Therapeut) (* 1951), US-amerikanischer Therapeut
- John Gray (Produzent), US-amerikanischer Drehbuchautor, Produzent und Regisseur
- John Gray (Dramatiker), kanadischer Dramatiker und Komponist
- John C. Gray (John Cowper Gray; 1783–1823), US-amerikanischer Politiker
- John Chipman Gray (Politiker) (1793–1881), US-amerikanischer Händler, Politiker und Autor
- John Chipman Gray (Rechtswissenschaftler) (1839–1913/1915), US-amerikanischer Rechtswissenschaftler und Hochschullehrer
- John Edward Gray (1800–1875), britischer Zoologe und Philatelist
- John H. Gray, US-amerikanischer Ökonom
- John Hamilton Gray (Politiker, 1811) (1811–1887), kanadischer Politiker
- John Hamilton Gray (Politiker, 1814) (1814–1889), kanadischer Politiker
- John N. Gray (* 1948), britischer Philosoph
- John Robert Kuru Gray (1947–2015), neuseeländischer Bischof
- John S. Gray (1837–1902), US-amerikanischer Politiker
- Johnny Gray (Saxophonist) (1920–2014), britischer Jazzsaxophonist
- Johnny Gray (Jazzgitarrist) (1924–1983), US-amerikanischer Jazzgitarrist
- Johnny Gray (Leichtathlet) (* 1960), US-amerikanischer Leichtathlet
- Johnny Gray (Basketballspieler) (* 1983), US-amerikanischer Basketballspieler
- Jonathan Gray, Pseudonym von Herbert Adams (Schriftsteller) (1874–1958), britischer Schriftsteller
- Jonathan Gray (* 1968), britischer Sänger
- Jonny Gray (Rugbyspieler) (* 1994), schottischer Rugby-Union-Spieler
- Jonny Gray (Schauspieler) (* 1999), kanadischer Schauspieler
- Jordan Gray (* 1995), US-amerikanische Siebenkämpferin
- Joseph Gray (Bischof) (1919–1999), irischer Geistlicher, Bischof von Shrewsbury
- Joseph Gray (Leichtathlet) (* 1984), US-amerikanischer Langstreckenläufer
- Joseph Anthony Gray (1884–1966), US-amerikanischer Politiker
- Justin Gray (* 1984), US-amerikanischer Basketballspieler

### K
- Kalinda Gray, US-amerikanische Schauspielerin, Musicaldarstellerin und Puppenspielerin
- Katrin Gray (* 1985), deutsche Schönheitskönigin
- Keith Gray (Basketballtrainer) (* 1963), deutscher Basketballtrainer
- Keith Gray (Schriftsteller) (* 1972), britischer Schriftsteller
- Ken Gray (1938–1992), neuseeländischer Rugby-Union-Spieler
- Kenneth J. Gray (1924–2014), US-amerikanischer Politiker
- Kevin Gray (1958–2013), US-amerikanischer Schauspieler
- Kris Gray (* 1952), britischer Musiker, Plattenproduzent und Autor

### L
- Larry Gray (* 1954), US-amerikanischer Jazzmusiker und Hochschullehrer
- Lauren Gray (* 1991), schottische Curlerin
- Linda Gray (* 1940), US-amerikanische Schauspielerin
- Loren Gray (* 2002), US-amerikanische Sängerin und Social-Media-Persönlichkeit
- Lorna Gray (1917–2017), US-amerikanische Schauspielerin
- Lorraine Gray (* 1951), US-amerikanische Filmregisseurin und Filmproduzentin
- Louis Harold Gray (1905–1965), britischer Physiker
- Lucy Lilian Gray, Pseudonym von Raymundus Joannes de Kremer (1887–1964), belgischer Schriftsteller

### M
- Mack Gray (1905–1981), US-amerikanischer Schauspieler
- Mackenzie Gray (* 1957), kanadisch-britischer Schauspieler und Synchronsprecher
- Macy Gray (* 1967), US-amerikanische Sängerin
- Maggie Gray, englische Szenenbildnerin
- Marion Cameron Gray (1902–1979), schottisch-US-amerikanische Mathematikerin
- Mark Gray (Pianist) (1949/50–1999), US-amerikanischer Musiker
- Mark Gray (Musiker) (1952–2016), US-amerikanischer Musiker und Songschreiber
- Mark Gray (Skilangläufer) (* 1967), australischer Skilangläufer
- Mark Gray (* 1973), englischer Billardspieler
- Martin Gray (1922–2016), US-amerikanischer Autor
- Mary Gray-Reeves (* 1962), US-amerikanische anglikanische Bischöfin
- Mary W. Gray (* 1938), US-amerikanische Mathematikerin
- Matt Gray (Fußballspieler, 1907) (1907–1985), englischer Fußballspieler
- Matt Gray (Fußballspieler, 1936) (1936–2016), schottischer Fußballspieler
- Matt Gray (Kameramann) (* 1967), britischer Kameramann
- Matt Gray (Politiker) (* 1980), US-amerikanischer Politiker
- Matt Gray (Fußballspieler, 1981) (* 1981), englischer Fußballspieler und -trainer
- Matthew Gray (Bogenschütze) (* 1973), australischer Bogenschütze
- Matthew Gray (Radsportler) (* 1977), australischer Paracyclist
- Maureen Gray (1948–2014), US-amerikanische R&B-Sängerin
- Mia Gray (* 1983), deutsches Fotomodell und Sängerin
- Michael Gray (Schriftsteller) (* 1946), englischer Schriftsteller und Musikerbiograph
- Michael Gray (Schauspieler) (* 1951), US-amerikanischer Schauspieler
- Michael Gray (Spieleautor), US-amerikanischer Spieleautor
- Michael Gray (Fußballspieler) (* 1974), englischer Fußballspieler
- Michael Gray (DJ) (* 1966), britischer DJ und Produzent
- Mike Gray (1935–2013), US-amerikanischer Schriftsteller, Kameramann, Filmregisseur, Filmproduzent und Drehbuchautor

### N
- Nadia Gray (1923–1994), österreichische Schauspielerin
- Nathan Gray (* 1972), US-amerikanischer Punkmusiker
- Nathanael Gray, Biochemiker und Molekularbiologe
- Neil Gray (* 1986), schottischer Politiker
- Nellie Gray (1924–2012), US-amerikanische Lebensrechtsaktivistin
- Nelson Gray (1911–1982), US-amerikanischer Kugelstoßer
- Netta Elizabeth Gray (1913–1970), US-amerikanische Botanikerin
- Noah Gray-Cabey (* 1995), US-amerikanischer Schauspieler
- Norah Neilson Gray (1882–1931), schottische Porträtmalerin

### O
- Oliver Gray (* 2004), britischer Automobilrennfahrer
- Oscar Lee Gray (1865–1936), US-amerikanischer Jurist und Politiker

- Owen Gray (1939–2025), jamaikanischer Sänger des Rhythm & Blues, Ska, Rocksteady und Reggae

### P
- Patience Gray (1917–2005), britische Kochbuchautorin
- Patrick Gray (1916–2005), 1972–73 geschäftsführender FBI-Direktor
- Paul Gray (Musiker, 1958) (* 1958), britischer Rockmusiker, Bassist von „The Damned“ und „UFO“
- Paul Gray (Leichtathlet) (* 1969), britischer Hürdenläufer
- Paul Gray (Skilangläufer) (* 1969), australischer Skilangläufer
- Paul Gray (Musiker, 1972) (1972–2010), US-amerikanischer Rockmusiker, Bassist von „Slipknot“
- Paul Edward Gray (1932–2017), US-amerikanischer Elektroingenieur und Hochschulpräsident
- Percy Gray (1869–1952), US-amerikanischer Maler
- Peter Gray (Chemiker) (1926–2012), britischer Chemiker
- Peter Gray (Segler) (1935–2022), irischer Segler
- Peter Gray (Kameramann) (* 1951), australischer Kameramann
- Peter Gray (Reiter) (* 1957), bermudisch-kanadischer Vielseitigkeitsreiter
- Peter Gray (Historiker) (* 1965), irischer Historiker
- Peter J. Gray, kanadischer Schauspieler
- Peter W. Gray (1819–1874), US-amerikanischer Jurist und Politiker
- Phillipa Gray (* 1989), neuseeländische Radrennfahrerin

### R
- Reginald Gray (1930–2013), irischer Maler
- Richard Gray (* 1957), US-amerikanischer Computerspieldesigner
- Richard Gray (Afrikanist) (1929–2005), britischer Afrikanist
- Richie Gray (* 1989), schottischer Rugby-Union-Spieler
- Robert Gray (Seefahrer) (1755–1806), US-amerikanischer Seefahrer
- Robert Gray (Bischof, 1762) (1762–1834), englischer Geistlicher, Bischof von Bristol
- Robert Gray (Bischof, 1809) (1809–1872), anglikanischer Bischof von Kapstadt
- Robert Gray (Ornithologe) (1825–1887), schottischer Bankier und Vogelkundler
- Robert Gray (Verbandsfunktionär) (1921–2014), US-amerikanischer Industrielobbyist
- Robert Gray (Skilangläufer), US-amerikanischer Skilangläufer
- Robert Gray (Dichter) (* 1945), australischer Dichter
- Robert Gray (Schauspieler) (1945–2013), US-amerikanischer Schauspieler
- Robert Gray (Leichtathlet) (* 1956), kanadischer Diskuswerfer
- Robert M. Gray (* 1943), US-amerikanischer Informatiker und Elektroingenieur
- Robert Whytlaw-Gray (1877–1958), englischer Chemiker
- Robin Gray (* 1940), australischer Politiker
- Rocky Gray (William „Rocky“ Gray, * 1974), US-amerikanischer Schlagzeuger
- Rod Gray (1911–1986), US-amerikanischer Comic- und Science-Fiction- und Fantasyautor, siehe Gardner Fox
- Rose Gray (1939–2010), britische Köchin und Autorin
- Russell Gray (* 1960), neuseeländischer Psychologe und Linguist

### S
- Sally Gray (1916–2006), britische Filmschauspielerin
- Samuel Frederick Gray (1766–1828), britischer Botaniker, Zoologe und Pharmakologe
- Scott Gray (Autor), neuseeländischer Comicbuchautor
- Scott Gray (Rugbyspieler) (* 1978), simbabwischer Rugby-Union-Spieler
- Scott Gray (Rennfahrer), US-amerikanischer Motorradrennfahrer
- Scott Gray (Pokerspieler), irischer Pokerspieler
- Scott Gray (Filmeditor), Filmeditor
- Seána Littbarski-Gray (* 2005), deutsch-neuseeländische Radsportlerin
- Simon Gray (Autor) (1936–2008), englischer Dramatiker
- Simon Gray (Schwimmer) (* 1959), britischer Schwimmer
- Spalding Gray (1941–2004), US-amerikanischer Schauspieler
- Stephen Gray (Naturwissenschaftler) (1666–1736), englischer Naturwissenschaftler
- Stephen Gray (Cricketspieler) (* 1988), englischer Cricketspieler
- Steve Gray (Musiker) (1944–2008), britischer Jazzmusiker, Komponist und Arrangeur
- Steve Gray (Rennfahrer) (* 1956), US-amerikanischer Rennfahrer
- Stevie Gray (1967–2009), schottischer Fußballspieler
- Stuart Gray (Basketballspieler) (* 1963), US-amerikanischer Basketballspieler
- Stuart Gray (Fußballspieler, 1960) (* 1960), englischer Fußballspieler und -trainer
- Stuart Gray (Fußballspieler, 1973) (1973–2024), schottischer Fußballspieler

### T
- Taj Gray (* 1984), US-amerikanischer Basketballspieler
- Taylor Gray (* 1993), US-amerikanischer Schauspieler und Synchronsprecher
- Terry Gray (Eishockeyspieler) (Terrence Stanley Gray; 1938–2020), kanadischer Eishockeyspieler
- Terry Gray (Fußballspieler) (Terence Ian Gray; * 1954), englischer Fußballspieler
- Terry Gray (Badminton) (Terry Lee Gray; * 1963), australische Badmintonspielerin
- Theodore Gray (* 1964), US-amerikanischer Chemiker und Wissenschaftsautor
- Tom Gray (1945–2019), US-amerikanischer Eisschnellläufer
- Thomas Gray (1716–1771), englischer Dichter
- Tony Gray (* 1942), walisischer Rugbyspieler und -trainer
- Tony Gray (Fußballspieler) (* 1984), walisischer Fußballspieler
- Tony Gray (Schauspieler) († 2014), britischer Schauspieler und Komödiant

### U
- Ursula Seitz-Gray (1932–2017), deutsche Fotografin

### V
- Vincent C. Gray (* 1942), US-amerikanischer Politiker
- Vincent R. Gray (1922–2018), neuseeländischer Chemiker
- Vivean Gray (1924–2016), britisch-australische Schauspielerin

### W
- Walter de Gray († 1255), englischer Prälat und Staatsmann
- Wardell Gray (1921–1955), US-amerikanischer Tenorsaxophonist
- William Gray (Kaufmann) (1750–1825), US-amerikanischer Kaufmann und Reeder
- William Gray (Unternehmer) (1823–1898), englischer Schiffbau-Unternehmer
- William Gray (Drehbuchautor), US-amerikanischer Drehbuchautor
- William H. Gray (1941–2013), US-amerikanischer Politiker
- William S. Gray (1896–1946), US-amerikanischer Filmeditor
- William Anstruther-Gray, Baron Kilmany (1905–1985), britischer Politiker (Conservative Party)
- Willoughby Gray (1916–1993), britischer Bühnenschauspieler

### Künstlername
- Kynda Gray (Ramon M. Striess; * 1997), deutscher Rapper, Sänger, Produzent und Songwriter